# УНИЦЕФ
Детски фонд на обединените нации или УНИЦЕФ (на английски: United Nations Children’s Fund, UNICEF) е създаден на 11 декември 1946 г. от Общото събрание на ООН, за да осигурява спешна помощ, храна и здравни грижи за децата, пострадали от Втората световна война.
През 1953 г. УНИЦЕФ става неразделна част от системата на Организацията на обединените нации и името му е съкратено от United Nations International Children’s Emergency Fund на съкращението UNICEF. След промяната на името продължава да се използва възприетият акроним UNICEF (УНИЦЕФ). Седалището на УНИЦЕФ е в Ню Йорк (САЩ).
Главна цел на УНИЦЕФ е да помага на децата на човечеството по отношение на изхранването им, опазване на здравето им, а също така по отношение на просветата. Организацията действа в целия свят.
Първоначално УНИЦЕФ има за цел да оказва помощ на децата, живеещи в трудните следвоенни условия, чрез доставка на лекарства, дрехи, храни и пр.
След 1953 г., когато УНИЦЕФ става неразделна част от системата на ООН, обсегът на неговата дейност значително се разширява. Към задачите му се включва широка хуманитарна дейност в развиващите се страни, в т.ч. медицинска и просветна дейност в полза на майките и децата от тези страни.
За тази дейност УНИЦЕФ става лауреат на Нобеловата награда за мир през 1965 г.
УНИЦЕФ играе важна роля в подготовката и приемането от ООН на Конвенцията за правата на детето.
През 2001 г. от спонсорирането на УНИЦЕФ се отказва Ватикана, като реакция срещу прокламираната от организацията поддръжка на правото на аборт и отделянето на 1 % от фонда за дотиране на аборти. Като втора причина Светият престол изтъква инвестициите на УНИЦЕФ в предприятия от ЮАР със съмнителна репутация.
УНИЦЕФ разчита на частни дарители и на дарения от правителствата. За 2008 г. събраните от организацията пари възлизат на 3 372 540 239 щ.д., като правителствата допринасят за две трети от ресурсите на организацията. За останалата част допринасят над 6 млн. души чрез национални комитети в 190 страни. На територията на тези страни има изградени над 200 представителства, за чиято работа спомагат 17 главни представителства.
Цялостно управление и администриране на организацията се провежда в централата в Ню Йорк. Центърът за доставки УНИЦЕФ е със седалище в Копенхаген и служи като основна точка на разпределение на ваксини, лекарства за деца и майки с ХИВ, хранителни добавки, спешни заслони, учебни пособия и др. 36-членният Изпълнителен съвет създава политики, утвърждава програми и наблюдава административни и финансови планове. Изпълнителният съвет се състои от правителствени представители, които са избрани от Икономическия и социален съвет на Организацията на обединените нации, обикновено за три години. Изпълнителен директор на организацията от 2010 г. е Антъни Лейк.
Във Флоренция (Италия) се намира Изследователския център на УНИЦЕФ „Иноченти“. Създаден е през 1988 г., да укрепи научноизследователското способността на Детския фонд на ООН и в подкрепа на своето застъпничество за децата по света.

## Национални комитети на УНИЦЕФ
Съществуват национални комитети в 36 [индустриализирани] страни по света, всеки от които е създаден като независима местна неправителствена организация. Националните комитети набират средства от частния сектор.
УНИЦЕФ се финансира изключително от доброволни вноски и заедно с Националния комитет генерират около една трета от годишния доход на организацията. Това става чрез вноски от корпорации, организации на гражданското общество и повече от 6 милиона индивидуални дарители по целия свят. Те също така се обединят – различни партньори, включително медиите, национални и местни държавни служители, неправителствени организации, специалисти като лекари и адвокати, корпорации, училища, младите хора и широката общественост свързани с правата на децата.

## Популяризиране и набиране на средства
В САЩ, Канада и някои други страни УНИЦЕФ е позната от своята програма Trick-Or-Treat for UNICEF. В нея деца събират пари от къщите на Хелоуин вместо бонбони, в помощ на други деца чрез УНИЦЕФ.
1979 г. е обявена за „Година на детето“ от УНИЦЕФ. Много звезди взимат участие в благотворителен концерт, организиран от организацията през декември 1979 г.
Много хора в развитите страни за първи път чуват за работата на УНИЦЕФ чрез дейността на 36-те национални комитети. Тези неправителствени организации (НПО) са основно отговорни за набирането на средства, продажбате на УНИЦЕФ поздравителни картички и продукти, създаването на частни и публични партньорства, които се застъпват за правата на децата, както и предоставяне на друга безценна помощ. Американският фонд на УНИЦЕФ е най-старият национален комитет, основан през 1947 г.

## Спонсорство
На 7 септември 2006 г. е постигнато споразумение между УНИЦЕФ и ФК Барселона, с което клубът ще дарява 1,5 милиона евро годишно на организацията в продължение на пет години. Като част от споразумението Барселона ще носят логото на УНИЦЕФ на предната част на фланелките си, което ги прави първия отбор, носещ логото на организацията. Това е и първият път, в историята на ФК Барселона, в който името на друга организация е в предната част на фланелките. Към момента Лионел Меси носи логото на УНИЦЕФ в Барселона.
Шведският клуб Хамарбю ИФ също носи логото на УНИЦЕФ и набира средства за фондацията. През лятото на 2008 г. примерът му е последван от датския футболен клуб Брьонбю ИФ.
ФК Сидни от австралийската А-Лига обявява, че ще влезе в партньорство с УНИЦЕФ за набирането на средства за деца в Азиатско-тихоокеанския регион, а също така ще носи логото на УНИЦЕФ за остатъка на А-Лига сезон 2011/12 г.
Жак Вилньов също е сред състезателите, подкрепящи УНИЦЕФ и носещи логото на фондацията.
Шотландския клуб Рейнджърс обявява, че ще си партнира с УНИЦЕФ и обещава ръст на средствата с над 300 000 лири за 2011 г.
През 2010 г. гръцката Phi Iota Alpha събира над 20 000 щ.д. за УНИЦЕФ, което я прави първата гръцка организация, работила в подкрепа на УНИЦЕФ.

## Trick-or-Treat UNICEF box
От 1950 г., когато една група децата във Филаделфия (Пенсилвания) дарява 17 щ.д., които са получили на Хелоуин, за да помогнат на жертвите след Втората световна война II, Trick-or-Treat UNICEF box е традиция в Северна Америка през есента. Тези малки оранжеви кутии се поставят в училищата и на други места (като магазини) преди 31 октомври. Към днешна дата от кутиите са събрани около 91 млн. долара в Канада и над 132 млн. долара в САЩ.

## Правата на децата
През 1994 г. УНИЦЕФ провежда среща на високо равнище за насърчаване създаването на индивидуални анимирани клипове, които показват международните права на децата. Създадена е колекция от анимирани късометражни филми, въз основа на Конвенцията за правата на детето на УНИЦЕФ.

## Корпоративно партньорство
За набиране на средства за образование и програми за ограмотяване, УНИЦЕФ работи съвместно с фирми от целия свят – международни, както и малки и средни предприятия. От 2005 г. организацията е подкрепяна от Montblanc, с които работят в тясно сътрудничество, за да се осигури на децата по света по-добър достъп до образование.

## Корпоративна социална отговорност
УНИЦЕФ работи директно с компании, за подобряване на техните бизнес практики, привеждането им в съответствие със задълженията, произтичащи от международното право, и гарантира, че те спазват правата на децата в сферите на пазара за работни места. През 2012 г. УНИЦЕФ работи със „Спасете децата“ за разработване на правата на децата и бизнес принципите на Глобалния договор на ООН. Сега тези принципи са съветите на УНИЦЕФ към компаниите. УНИЦЕФ работи с компании, които се стремят да се подобри тяхната социална устойчивост чрез процес на надлежна проверка.

## Проекти на УНИЦЕФ България
Семейство за всяко дете – цели чрез подкрепа, създаване на мрежа от услуги, които да предотвратят изоставянето на деца от семействата им в домове. Приемна грижа – Кампанията, обхващаща периода април – август 2010 г. и имаща за цел повишаване на информираността и чувствителността на обществото относно тази социална услуга.
Ранно детско развитие – кампания „Мълчанието днес, ражда викове утре“ за ранното детско развитие, която обхващаща периода юни – октомври 2009 г. И имаща за цел повишаване на информираността на българските родители, журналисти, общественост и политици за важността на първите 3 години в развитието на децата, както и стимулиране на пълноценното общуване с децата в този период.
Детски кът за развитие – модел на интегрирани обществени социално-здравни услуги за деца с увреждания и техните семейства. Целта е да бъдат изследвани различните начините за функциониране на интегрирана социално-здравна услуга, компенсираща съществуващите недостатъци на здравната и социална системи по отношение на детското психично здраве.
Закрила на децата от насилие – една от приоритетните си области на работа в страната, за подкрепа усилията на българското правителство, за намаляване броя на децата ставащи жертви на насилие.
Подкрепа на деинституционализацията – директна работа с общините за планиране и създаване на алтернативни социални услуги, като намаляване броя на децата в специализирани институции.
Община–приятел на детето – целта е да се подпомогне прилагането на Конвенцията за правата на детето и да се постигнат условия, позволяващи реална защита на правата на децата и повишаване тяхното благосъстояние в отделните общини, градове или други системи на самоуправление.
Превенция на отпадането от училище – разработване и прилагане пилотно на един успешен модел за превенция на отпадането от училище на общинско ниво за периода 2006 – 2009 г., както и повишаването на чувствителността и информираността на местната общественост към проблемите, свързани с отпадането от училище и последиците за местните общности.
Подкрепа на децата от Могилино
Борбата срещу тетанус
Надежда за децата на Хаити

## Посланици на добра воля на УНИЦЕФ
Световни посланици на добра воля на УНИЦЕФ
- Селена Гомес, певица и актриса, САЩ
- Руслана Лижичко, певица, композитор и продуцент, Украйна
- Ричард Атънбъро, актьор и продуцент, Великобритания
- Амитабх Баччан, актьор, Индия
- Дейвид Бекъм – футболист, Великобритания
- Хари Белафонте, певец и актьор, САЩ
- Джеки Чан, актьор, САЩ
- Джуди Колинс, певица, САЩ
- Миа Фароу, актриса, САЩ
- Роджър Федерер, тенисист, Швейцария
- Дани Глоувър, актьор, САЩ
- Упи Голдбърг, актриса, САЩ
- Анжелик Киджо, певица, Бенин
- Йохан Олаф Кос, кънкьор, Норвегия
- Тецуко Куроянаги, актриса, Япония
- Феми Кути, певец, Нигерия
- Леон Лаи, певец, Хонконг
- Ланг Ланг, пианист, Китай
- Джесика Ланг, актриса, САЩ
- Рики Мартин, певец, Пуерто Рико
- Шакира Мебарак, певица, Колумбия
- Роджър Мур, актьор, Великобритания
- Нана Мускури, певица, Гърция
- Юсу Н'Дур, музикант, Сенегал
- Ванеса Редгрейв, актриса, Великобритания
- Себастиао Салгадо, фотожурналист, Бразилия
- Сюзън Сарандън, актриса, САЩ
- Вендела Томесен, модел и актриса, Швеция
- Максим Венгеров, цигулар, Русия

Посланици за своите страни
- Ивон Чака Чака, певица,  Република Южна Африка
- Махмуд Кабил, актьор,  Египет
- Анатоли Карпов, шахматист,  Русия
- Диего Торес, певец,  Аржентина
- Зола, певец и актьор,  Република Южна Африка
- Милена Зупанчич, актриса,  Словения
- Марсел Десаи, футболист,  Гана
- Иван Саморано, футболист,  Чили
- Диего Форлан, футболист,  Уругвай

Посланици за България
- Димитър Бербатов, футболист
- Ани Салич, журналист
- Елена Петрова, актриса[1]